# Revolta de Tacky

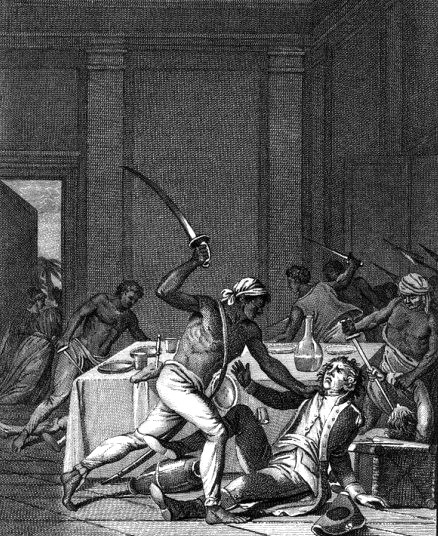
Revolta escrava de 1760.

A Revolta de Tacky, também conhecida como Guerra de Tacky ou Rebelião de Tacky (em inglês, Tacky's Revolt), foi uma revolta escrava ocorrida na colônia britânica da Jamaica, entre abril de 1760 e outubro de 1761. A revolta é considerada a maior insurreição escrava do Império Britânico no século XVIII. 
Aproveitando-se da crise gerada pela Guerra dos Sete Anos — em que a Grã-Bretanha enfrentou França e Espanha — primeiramente algumas centenas, mas eventualmente mais de mil escravos se levantaram na Freguesia de St. Mary, com o objetivo de se expandir para o resto da ilha. Ao longo dos próximos 18 meses, mais de 60 brancos, 60 negros libertos e 500 negros escravizados morreram em decorrência do conflito. Em termos econômicos, as perdas avaliadas pelos colonos somaram cerca de 250.000 libras esterlinas.
Foi liderada por africanos do grupo étnico akan — no Caribe eram chamados de nação Coromantee — originários da Costa do Ouro (atualmente Gana), na África Ocidental, conhecidos por serem altamente militarizados. A revolta recebeu esse nome por conta de um de seus líderes, um escravizado chamado Tacky (ou Takyi), que havia sido um chefe militar nas terras Fante antes de ser trazido para as Américas. Existiam, entretanto, outras lideranças dentre os levantados, como por exemplo um homem chamado Apongo (também conhecido como Wager), previamente um oficial real na costa africana, escravizado por um capitão da marinha britânica.

## Antecedentes
Conflitos e revoltas escravas nunca cessaram de existir desde a tomada da ilha da Jamaica, tirada das mãos dos espanhóis pelo Império Britânico, em 1655. Em meio a confusão gerada pela invasão, grupos de escravizados africanos estabeleceram comunidades independentes nas montanhas da ilha (semelhantes aos quilombos, no Brasil). Por volta de 1670, essas pessoas passaram a ser chamadas de maroons.
Nos anos seguintes, a importação de africanos para a Jamaica cresceu exponencialmente. Durante o século XVIII, a proporção de brancos na ilha raramente passava dos 10%, os outros 90% compostos por negros.
O transporte forçado, somado à sensação de estranhamento e a subsequente adaptação necessária para a vida nas colônias das Américas, frequentemente levava os escravizados para o caminho da guerra. Assim, na busca pela sobrevivência, viam-se muitas vezes na condição de optar pelo lado que lhes trouxessem os melhores benefícios em um conflito; por vezes ao lado de outros escravizados ou maroons, ou então ao lado dos colonizadores, almejando a obtenção de maiores liberdades. Esse estado de guerra constante foi chamado por Vincent Brown de “guerra diaspórica”.
Após uma série de levantes escravos ao longo de mais de 80 anos, diversos grupos maroons jamaicanos firmaram um acordo com os britânicos, em 1739. Por meio desse acordo de paz, tiveram sua autonomia e liberdade reconhecidas, demonstração do poder construído por esses agrupamentos. Os maroons viriam a ser uma peça chave futuramente, na repressão à Revolta de Tacky.

## Revolta em St. Mary
Na madrugada do dia 8 de abril de 1760, um grupo de escravizados que haviam se rebelado marcharam da propriedade de Trinity, na Freguesia de St. Mary, ao norte da ilha, em direção ao Fort Haldane. Lá, assassinaram um sentinela e obtiveram armas, munição, comida e bebida. Em seguida, retornaram a Trinity, recrutando mais pessoas para o levante. No mesmo dia rumaram em direção à plantação Esher, onde mataram 5 homens. No caminho assassinaram mais de 12 homens brancos e 30 não-brancos, que provavelmente negaram se juntar ao grupo. Após Esher, passaram pela propriedade agrícola de Whitehall, onde mataram um homem branco. Finalmente, chegaram à plantação de Heywood Hall. Lá, atearam fogo ao canavial, atraindo mais pessoas ao grupo, que nesse ponto já passava dos 400 integrantes.
Nesse momento, no entanto, foram surpreendidos pela milícia formada pelo dono da plantação de Trinity, Zachary Bayly. 8 rebeldes foram mortos e 4 capturados. A revolta se dispersou mata adentro.
Os objetivos da rebelião, além da revolta contra a condição de escravo, ainda não são claramente sabidos. Segundo Brown, é possível que esse grupo de escravizados desejasse estabelecer uma comunidade maroon própria, protegida dos senhores de terras e de outras comunidades maroons aliadas à esses senhores.
Nos dias seguintes, foi decretada lei marcial pelo governador Henry Moore e o exército imperial foi mobilizado. Além da milícia e do exército, grupos de maroons foram recrutados para as forças coloniais de repressão. Seguiu-se uma série de conflitos nas matas da Freguesia de St. Mary. Em um primeiro momento, os revoltosos levavam vantagem. Atacavam rapidamente em grupos pequenos, se dispersando na sequência, técnica militar reminiscente do passado africano dos rebeldes, beneficiados pela acidentada topografia da região. As forças coloniais não estavam preparadas para esse tipo de guerra, pois estavam mais acostumadas com confrontos em terreno amplo e aberto.
Contudo, com o passar do tempo, o cenário se inverteu, à medida que a repressão encurralava os dispersos rebeldes, limitando o seu poder de reorganização. No dia 14 de abril, os milicianos, com a ajuda dos maroons, conseguiram cercar os rebeldes, resultando em uma batalha que somaria 20 revoltosos mortos e 200 presos. Nesse enfrentamento, um dos líderes do movimento, Tacky, foi morto pelo tenente maroon Davy. Esse conflito marcou o fim da rebelião em St. Mary. Poucos rebeldes renderam-se, muitos preferiram cometer suicídio a se entregar para as forças coloniais. Os capturados foram sentenciados à morte ou negociaram um banimento da ilha, evitando o julgamento. Alguns também retornaram às suas plantações de origem, alegando que não haviam participado do levante, apenas fugido para evitar o recrutamento pelos rebeldes.

## Revolta em Westmoreland e Hanover
Pouco tempo depois do fim da revolta em St. Mary, um novo foco de insurreição surgira em Westmoreland, região à oeste da ilha, considerada como o território mais lucrativo do Império Britânico na época. No dia 25 de maio, um grupo de algumas centenas de escravos, liderados por Apongo (em inglês chamado de Wager), levantaram-se em Masemure, terras pertencentes ao capitão Arthur Forrest, e outras plantações que se estendiam até a região vizinha de Hanover. Em seguida, após matarem todos os brancos que conseguissem encontrar nas plantações, refugiaram-se nas montanhas e começaram a construção de um acampamento militar.  Segundo Brown, esse acampamento comportava mais de 1200 pessoas, o maior número de recrutados em toda a revolta.
No dia 29 de maio, um ataque organizado pela milícia foi repelido com sucesso, forçando os milicianos a retornarem para a propriedade de Moreland. No dia seguinte, a ajuda de grupos maroons foi mobilizada e somada às forças do exército e da milícia. Em 2 de junho, as forças conjuntas da repressão atacam e dispersam o acampamento montado pelos rebeldes.
De 6 a 16 de junho, ocorrem diversos confrontos entre rebeldes, soldados e maroons. Centenas são mortos e capturados, à medida que a resistência vai sendo empurrada ilha adentro, o que acarreta em um espalhamento dos focos rebeldes.
Ao longo dos próximos meses, os grupos rebeldes restantes são mortos, capturados, cometem suicídio ou se rendem.

## Consequências
A Revolta de Tacky é um relevante evento do século XVIII, precedendo a Revolução Americana em 15 anos e a Revolução Francesa em 27 anos. A dissolução da rebelião influenciou a reorganização do Império Britânico e a luta pelo fim do tráfico transatlântico de escravos.
Segundo Craton, o fim da revolta resultou em um recrudescimento do controle imperial. Os escravizados passaram a ser mais observados, seus encontros e reuniões controlados. A prática de Obeah também passou a ser punida com a morte. Assim como para os cativos, o jugo imperial se fortaleceu sobre os donos de terras, aumentando a insatisfação com a metrópole. A ausência dos colonos nas plantações, por exemplo, era desestimulada por meio de uma taxação mais pesada para aqueles que passavam tempo longe das terras. Por outro lado, escravizados e maroons considerados fiéis, ou seja, que tivessem capturado ou matado revoltosos, receberam honrarias e recompensas por seus serviços prestados.
O medo de que a importação de africanos considerados perigosos pudesse gerar novas revoltas, como na Jamaica, foi um dos motivos articulados por aqueles interessados no fim do comércio transatlântico de escravos. Os defensores dessa ideia afirmavam que escravos nascidos e criados nas colônias cortariam os custos cada vez maiores do tráfico. Além disso, um maior controle sobre essas pessoas seria permitido, já que poderiam ser educadas de acordo com os propósitos escravistas desde a infância. Isso geraria uma escravidão mais segura e menos violenta no Império Britânico.